# Concetti

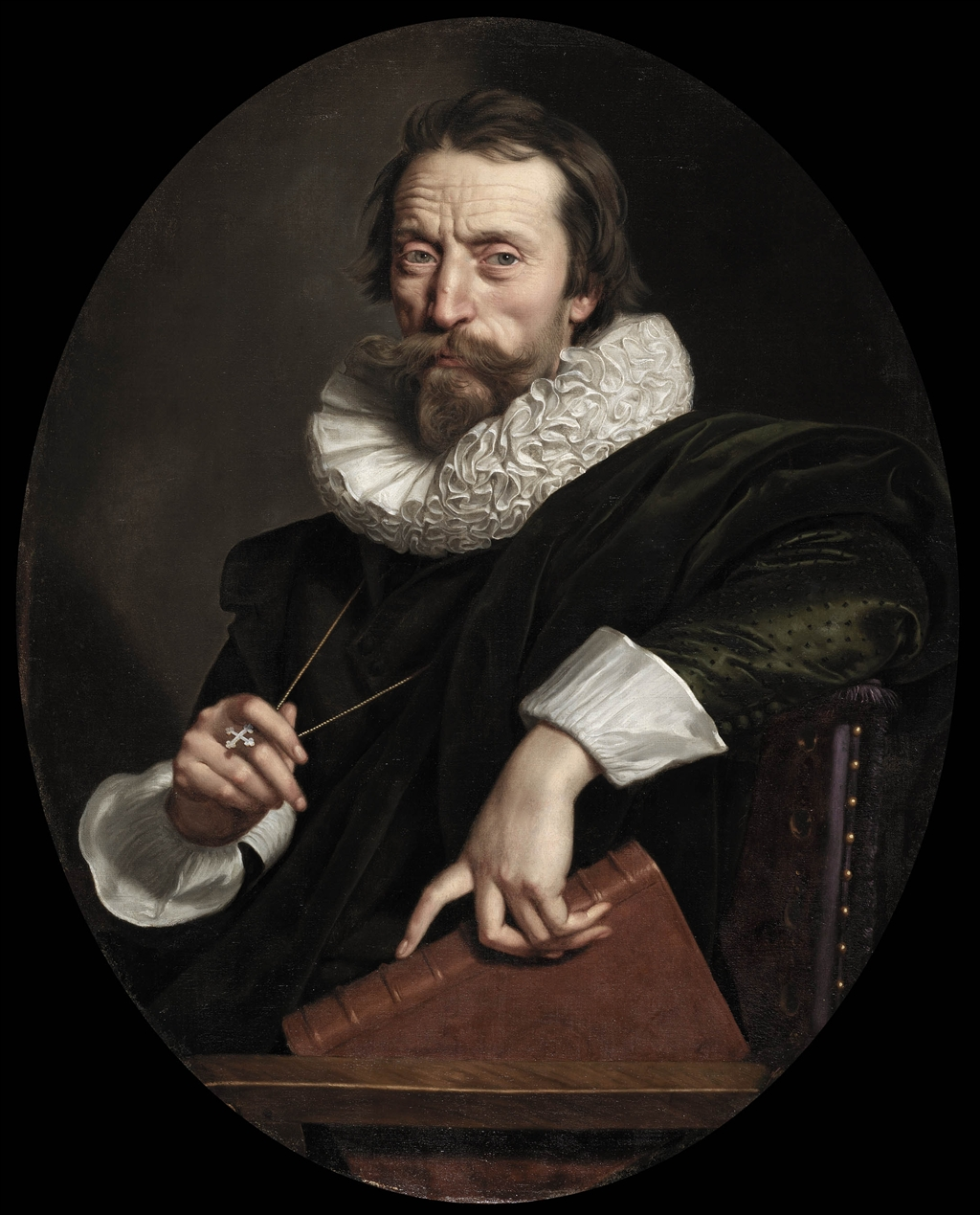
Le Cavalier Marin, père du marinisme.

Des concetti, pluriel du mot italien concetto, signifie conception, pensée, et, par extension, pensée brillante. En passant dans la langue française, ce mot a restreint son acception, et il se prend toujours en mauvaise part pour désigner des effets de mots, des pensées recherchées, plus ingénieuses que vraies, des traits d’esprit hors de propos.
Cette expression est venue d’Italie à l’époque où le Cavalier Marin brillait à la cour de Marie de Médicis, sa protectrice. Les pensées subtiles qui avaient de la ressemblance avec la manière de ce poète, dite marinisme, furent appelées « concetti ». Mais le procédé s’était, avant l’apparition du mot, déjà produit en France et ailleurs.
Les lettres grecques en portent des marques. Parmi les auteurs latins, Ovide fit le premier à montrer, dans ses vers, ce genre d’ornements audacieux : Dulcibus abundant vitiis, dit Quintilien. Ces vices agréables ne sont autre chose que des concetti. Pline le Jeune en est rempli. En Italie, Dante évita ce raffinement et cette préciosité et Pétrarque, en se modelant sur la simplicité antique, s’écarta d’ordinaire d’un écueil qui est celui du genre qu’il traitait. On peut en dire autant de Boccace, de Machiavel et de l’Arioste.
C’est dans Le Tasse que l’on trouve la marque sensible d’une dérive qui devait bientôt progresser considérablement. L’amour de la nouveauté et l’ennui que causaient des ouvrages froidement calqués sur les modèles de l’Antiquité portèrent les écrivains de la seconde moitié du XVIe siècle à donner plus de relief et de couleur, au style, plus de brillant et de singularité aux idées.
Chez Le Tasse, le concetto est toujours un trait ingénieux et délicat, mais qui n’est pas à sa place. Costanzo et Luigi Tansillo l’imitèrent. Avec Guarini et Baldi, la manie de l’esprit fit de nouveaux progrès ; enfin, le Cavalier Marin, séduisit ses contemporains par de véritables talents poétiques et forma, sous le nom de marinisme, une école amoureuse de l’emphase perpétuelle, des idées singulières, des jeux de mots, des tirades de vers où la même idée est répétée sous toutes ses faces. Ainsi, il appelle coup sur coup, en quelques vers, le rossignol :
Una voce pennuta, un suon volante
E vestito di penne, un vivo fiato,
Una piuma canora, un canto alato,
Un spiritel’che d’armonia composte
Vive in si auguste viscere nascosto.
Il appelle la rose : « l’œil du printemps, la fleur des fleurs, la prunelle de l’amour, la pourpre des prairies ». Pour lui, les étoiles sont : « les flambeaux des funérailles du jour, les miroirs du monde et de la nature, les fleurs immortelles des campagnes célestes ».
Dans son grand œuvre, l’Adone, on trouve cette peinture de l’amour : « Lynx privé de la lumière, Argus aux yeux bandés, vieillard à la mamelle, antique enfant, ignorant érudit, guerrier sans armes, parleur muet, riche mendiant, erreur agréable, douleur désirée, cruelle blessure d’un ami compatissant, paix guerrière et calme orageux, le cœur le sent et l’âme ne le comprend pas, volontaire folie, mal chéri, repos fatigant, utilité nuisible, espérance sans espoir, mort vivante, crainte téméraire, rire douloureux, verre dur, diamant fragile, embrasement glacé, glace ardente, abîme éternel de discorde en plein accord, paradis infernal, enfer céleste ».
Le style de l’école de Marini est plus exagéré encore que celui du maître. Les étoiles deviennent « des ardents sequins de la banque du ciel, des agneaux lumineux, des vers luisants éternels ». Le ver luisant lui-même est « une petite lanterne allumée, une chandelle incarnée. » La mer agitée par la tempête est « un ventre gonflé par l’hydropisie » ; les nuages, « des matelas aériens », les poissons, des « Laurents aquatiques » parce que… ils sont menacés du gril. Un mariniste voulant expliquer comment le bourreau avait dû frapper plusieurs fois Pompée :
Perche libera aver non puo l’uscita
Per una sola piaga alma si grande.

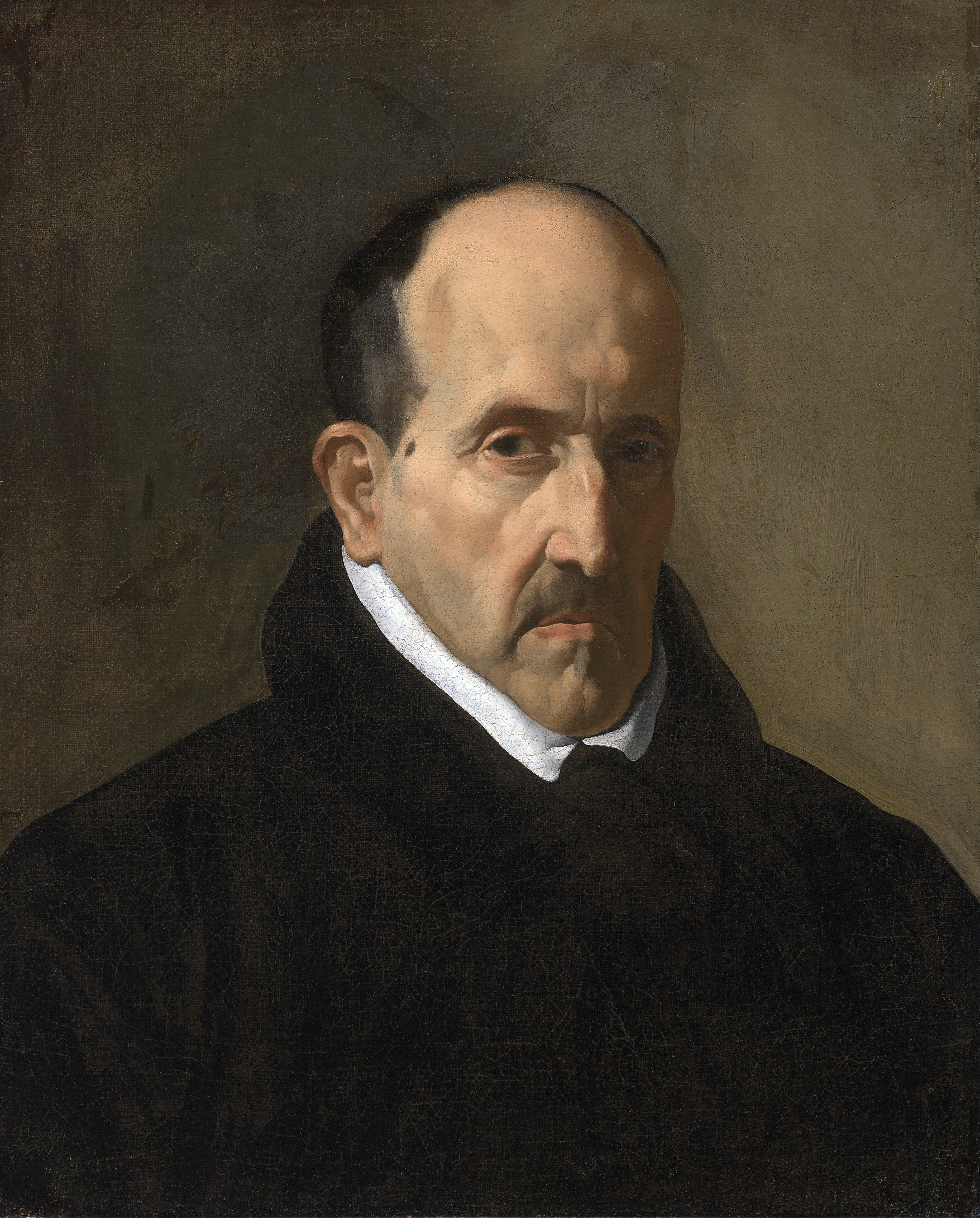
Góngora, père du gongorisme.

Un autre fait faire à un berger, qui va partir pour la chasse, la réflexion suivante : « Avant d’aller chasser, je voudrais voir Clizia : je voudrais apprendre de ses beaux yeux l’art de blesser. » Un autre s’adresse aux yeux noirs d’une demoiselle :
Occhi vestiti a bruno,
Avete forse ricciso qualcheduno ?
Tout ce qu’il y a de précieux et d’outré dans la manière de Marini se trouve renfermé dans ces vers d’Achillini, qui est, avec Preti, l’un de ses disciples les plus extravagants. « Je vois mon Lesbin avec la fleur des fleurs à la main ; je respire la fleur, je soupire pour le pasteur ; la fleur soupire des odeurs, Lesbin aspire les ardeurs ; j’odore l’odeur de l’une, j’adore l’ardeur de l’autre : odorant et adorant en même temps, je sens par l’odeur et par l’ardeur la glace et le tourment. »
En Espagne, Góngora et Ledesma inaugurèrent le règne du style recherché et fondèrent deux écoles spéciales du gongorisme et du cultisme. La littérature allemande eut elle-même ses traducteurs de la poésie italienne qui s’efforcèrent d’en imiter les brillants défauts. Johann Klaj et les Bergers de la Pegnitz, Hoffmannswaldau, etc., rivalisèrent d’emphase et de petits effets de style, dans une langue mal adaptée à ces mignardises.
Bien que Boileau, dans son tableau de l’invasion des pointes en France à la fin du XVIe et au commencement du XVIIe siècle, ait cru pouvoir dire qu’elles étaient venues d’Italie, il est certain qu’avant Marini, Villon, Ronsard, Saint-Gelais, Passerat, Bertaut, Desportes, Marot, offraient des exemples de cette propension à l’étrange et au jeu de mots. Ainsi, dans les vers suivants, Marot marque la douleur des peuples par des cliquetis de sons :
Romorentin sa perte remémore,
Cognac s’en cogne en sa poitrine blême,
Anjou fait joug, Angoulême est de même.
Le concetto s’est souvent mêlé à l’exagération, comme dans l’épitaphe d’Hélène de Boissi par Saint-Gelais :
De ses valeurs un juste monument,
Toute la terre elle eut entièrement
Pour son cercueil, et la grand mer patente
Ne fut que pleurs, et le clair firmament
Lui eut servi d’une chapelle ardente.
La même emphase se remarque chez Malherbe, certes prisonnier de l’esprit de son temps, surtout imitateur du Tansille, dans ces vers sur saint Pierre :

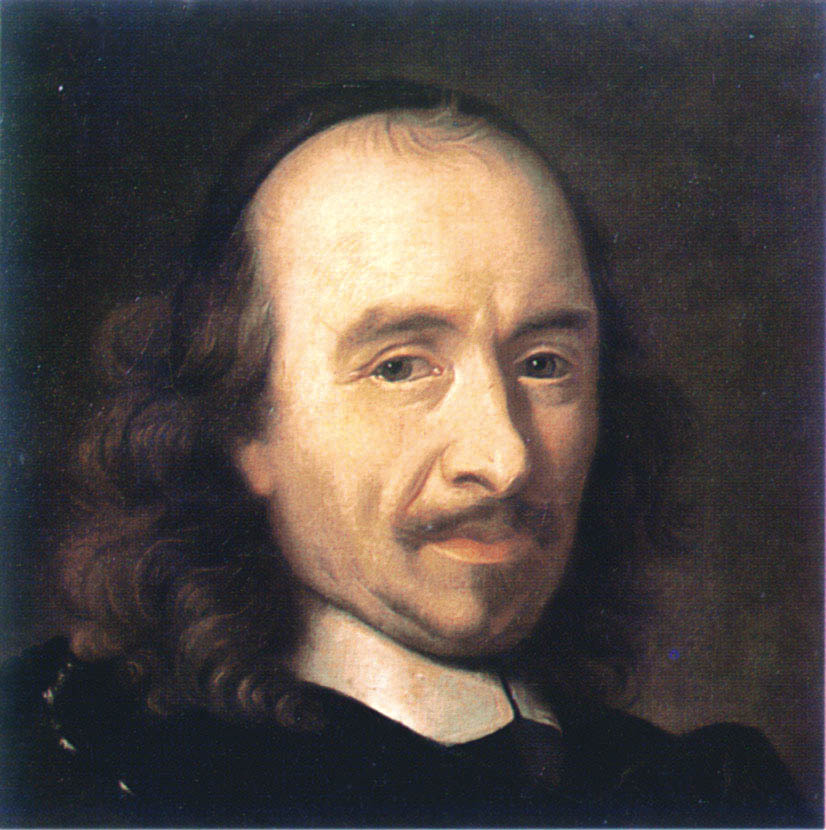
Corneille, grand utilisateur de concetti.

C’est alors que ses cris en tonnerre s’éclatent ;
Ses soupirs, ce sont vents que les chênes combattent :
Et ses pleurs, qui tantôt descendaient mollement,
Ressemblent un torrent qui, des hautes montagnes,
Ravageant et noyant les voisines campagnes,
Veut que tout l’univers ne soit qu’un élément.
Les fameux vers de l’ode à Dupérier sur cette vie de jeune fille aussi courte que la vie des roses, sont devenus un modèle de gracieuse et touchante comparaison n’étaient, dans leur forme primitive :
Et ne pouvait Rosette être mieux que les roses
Qui ne vivent qu’un jour,
qu’un trait de bel esprit, un jeu de mots, un concetto.
Théophile de Viau, Tristan L'Hermite, Saint-Amant, Le Moyne, etc. maintiennent l’influence du concetto dans les genres élevés. Le poignard de Pyrame qui « rougit, le traître ! » de s’être souillé de sang, est un concetto parfait.
Balzac, Voiture, tous les familiers de l’hôtel de Rambouillet furent des marinistes qui poussèrent dans ses derniers retranchements la recherche du bel esprit.
Sous l’influence de tant d’exemples, Corneille ne s’est jamais défendu des concetti. On a remarqué, dans La Toison d'or, ce jeu de mots de la reine Hypsipyle faisant allusion aux sortilèges de Médée :
Je n’ai que des attraits et vous avez des charmes.
Corneille a de ces jeux de bel esprit dans ses meilleures œuvres. Le Cid contient trois ou quatre effets de style sur le sang, de ce genre :
Ce sang qui, tout sorti, fume encore de courroux
De se voir répandu pour d’autres que pour vous.

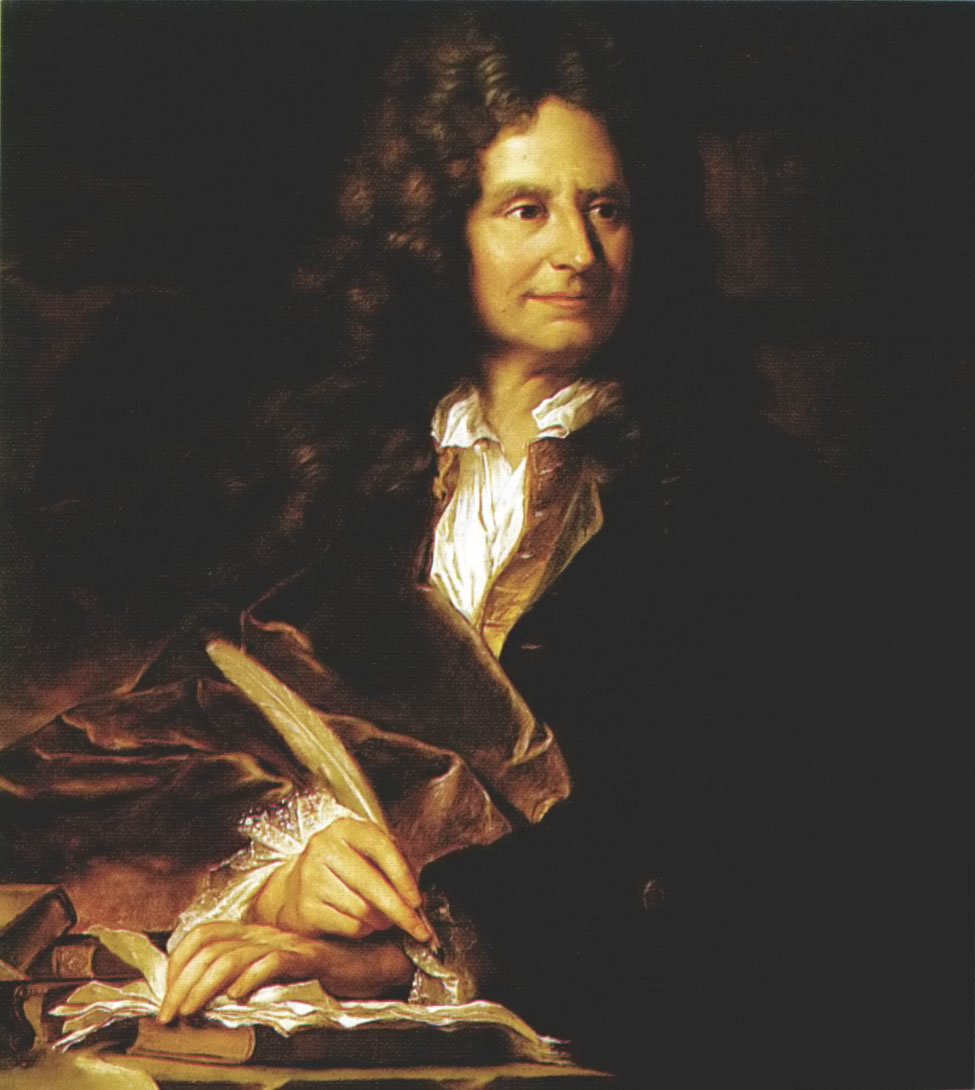
Nicolas Boileau, ennemi acharné des concetti.

L’amour du grandiose lui fait souvent unir le concetto à l’emphase et c’est une image commune chez lui que celle de ces vers d’Héraclius, où Pulchérie dit à Phocas :
La vapeur de mon sang ira grossir la foudre
Que Dieu tient déjà prête à le réduire en poudre.
Voltaire s’est étonné de ce que personne ne se récriait contre Corneille, quand, dans sa tragédie d’Andromède, Phinée dit au Soleil :
Viens, soleil, viens voir la beauté
Dont le divin éclat me dompte,
Et tu fuiras de honte
D’avoir moins de clarté.
Corneille en avait vu et fait applaudir bien d’autres, sous la triple influence des littératures italienne, espagnole et française depuis la Renaissance. On cite de Racine, chez qui l’on trouve peu de concetti, et encore à ses débuts, ce vers de Pyrrhus dans Andromaque :
Brûlé de plus de feux que je n’en allumai.
La guerre sans merci que mena Boileau contre les pointes, ce nom français du concetto, fut pour quelque chose dans leur disparition de la littérature française.